# Persone di nome Francesco/Calciatori
| Questa pagina contiene informazioni ricavate automaticamente dalle voci biografiche con l'ausilio del template Bio e di un bot. L'aggiornamento è periodico e automatico e ricostruisce completamente la pagina. Se manca una persona in questa lista, sei pregato di non aggiungerla, ma accertati piuttosto che la sua voce biografica contenga il template Bio e che i dati anagrafici siano correttamente compilati. Se il template Bio manca, inseriscilo tu stesso o, in alternativa, metti l'avviso {{tmp\|Bio}} che ne segnala la mancanza. Se i dati riportati sono sbagliati, correggi direttamente la voce biografica; le modifiche saranno visibili in questa lista entro pochi giorni. Per chiarimenti vedi il progetto antroponimi. La lista contiene solo le 159 persone che sono citate nell'enciclopedia e per le quali è stato implementato correttamente il template Bio. Pagina aggiornata al 6 ago 2025. |

Questa è una lista di persone presenti nell'enciclopedia che hanno il nome Francesco e sono calciatori.

## A(9)
- Francesco Acerbi, calciatore italiano (Vizzolo Predabissi, n. 1988)
- Francesco Alberti, calciatore italiano (Milano, n. 1924)
- Francesco Paolo Altamura, calciatore italiano (Milano, n. 1906)
- Francesco Amatucci, calciatore italiano (Arezzo, n. 2001)
- Francesco Angarano, calciatore italiano (Bisceglie, n. 1901)
- Francesco Ansaldi, calciatore italiano
- Francesco Antonucci, calciatore belga (Charleroi, n. 1999)
- Francesco Ardizzone, calciatore italiano (Palermo, n. 1992)
- Francesco Audisio, calciatore italiano (Torino, n. 1901 - Saluzzo, † 1992)

## B(13)
- Francesco Bardi, calciatore italiano (Livorno, n. 1992)
- Francesco Bega, ex calciatore italiano (Milano, n. 1974)
- Francesco Belli, calciatore italiano (Firenze, n. 1994)
- Francesco Bergamasco, calciatore italiano (Vercelli, n. 1921)
- Francesco Bergonzoni, calciatore italiano (n. 1910)
- Francesco Berruti, ex calciatore italiano (Felizzano, n. 1925)
- Francesco Bettoni, calciatore e allenatore di calcio italiano (Bergamo, n. 1909)
- Francesco Bini, calciatore italiano (Empoli, n. 1989)
- Francesco Bizzai, ex calciatore italiano (San Giacomo di Veglia, n. 1932)
- Francesco Blando, calciatore italiano (Moncalieri, n. 1901 - Casale Monferrato, † 1946)
- Francesco Boito, ex calciatore italiano (Ponte nelle Alpi, n. 1960)
- Francesco Borello, calciatore italiano (Vercelli, n. 1902 - Vercelli, † 1979)
- Francesco Boriani, calciatore e allenatore di calcio italiano (San Pietro in Casale, n. 1913 - San Pietro in Casale, † 2004)

## C(31)
- Franco Caccia, ex calciatore italiano (Gandino, n. 1952)
- Francesco Caiti, calciatore e allenatore di calcio italiano (La Spezia, n. 1901)
- Paolo Calò, calciatore italiano (Palermo, n. 1914)
- Francesco Camarda, calciatore italiano (Milano, n. 2008)
- Francesco Campolattano, ex calciatore italiano (Maddaloni, n. 1975)
- Francesco Cappelli, ex calciatore italiano (Barberino d'Elsa, n. 1943)
- Francesco Caputo, ex calciatore italiano (Altamura, n. 1987)
- Francesco Carpenetti, ex calciatore italiano (Orsera, n. 1942)
- Francesco Carta, ex calciatore italiano (Vicenza, n. 1936)
- Francesco Caruso, ex calciatore italiano (Termoli, n. 1966)
- Francesco Casartelli, calciatore e allenatore di calcio italiano (Como, n. 1899 - † 1991)
- Francesco Casisa, calciatore e allenatore di calcio italiano (Monreale, n. 1943 - Terni, † 2014)
- Francesco Cassata, calciatore italiano (Sarzana, n. 1997)
- Francesco Cavallini, calciatore italiano (Vanzago, n. 1896 - Pecorara, † 1945)
- Francesco Celeste, calciatore argentino (Vicente López, n. 1994)
- Francesco Cerdonio, calciatore italiano (Pola, n. 1905 - Genova)
- Francesco Cergoli, calciatore e allenatore di calcio italiano (Divaccia, n. 1921 - Pieris, † 2000)
- Francesco Cetti, calciatore italiano (Como, n. 1897)
- Francesco Chiesa, ex calciatore svizzero (Chiasso, n. 1931)
- Francesco Chimenti, ex calciatore italiano (Bari, n. 1945)
- Francesco Ciampoli, ex calciatore italiano (Ortona, n. 1951)
- Francesco Ciapparelli, calciatore italiano
- Francesco Cibrario, calciatore italiano
- Francesco Cigardi, ex calciatore italiano (Como, n. 1984)
- Francesco Clementini, ex calciatore italiano (Spoleto, n. 1973)
- Francesco Coco, ex calciatore italiano (Paternò, n. 1977)
- Francesco Copreni, ex calciatore italiano (Saronno, n. 1928)
- Francesco Cortesi, calciatore italiano (Ravenna, n. 1914)
- Francesco Cosenza, calciatore italiano (Locri, n. 1986)
- Francesco Costa, calciatore italiano (Genova, n. 1888 - Genova, † 1927)
- Francesco Cuccovillo, ex calciatore italiano (Bari, n. 1962)

## D(14)
- Francesco D'Onofrio, ex calciatore belga (Liegi, n. 1990)
- Francesco Daprà, calciatore e dirigente sportivo italiano (Castelletto di Branduzzo, n. 1881 - Torino, † 1955)
- Francesco De Francesco, ex calciatore italiano (Tortora, n. 1977)
- Franco De Gregori, calciatore italiano (Vittorio Veneto, n. 1927 - Vittorio Veneto, † 1951)
- Francesco Paolo De Rosalia, calciatore italiano (Palermo, n. 1914 - † 1983)
- Francesco De Rose, calciatore italiano (Cosenza, n. 1987)
- Francesco Deli, calciatore italiano (Roma, n. 1994)
- Francesco Dell'Anno, ex calciatore italiano (Baiano, n. 1967)
- Francesco Della Monica, ex calciatore italiano (Vietri sul Mare, n. 1960)
- Francesco Deutsch, calciatore italiano
- Francesco Di Jorio, ex calciatore svizzero (Dielsdorf, n. 1973)
- Francesco Di Mariano, calciatore italiano (Palermo, n. 1996)
- Francesco Di Tacchio, calciatore italiano (Trani, n. 1990)
- Francesco Duzioni, calciatore e allenatore di calcio italiano (Verdello, n. 1929 - Verdello, † 2022)

## E(1)
- Francesco Pio Esposito, calciatore italiano (Castellammare di Stabia, n. 2005)

## F(7)
- Francesco Fedato, calciatore italiano (Mirano, n. 1992)
- Francesco Ferrero, calciatore e allenatore di calcio italiano (Ozzano Monferrato, n. 1912 - Bordighera, † 1994)
- Francesco Fiorani, calciatore italiano (Guardamiglio, n. 1920 - Guardamiglio, † 2012)
- Francesco Flachi, ex calciatore italiano (Firenze, n. 1975)
- Francesco Fonte, ex calciatore italiano (Roma, n. 1965)
- Francesco Forte, calciatore italiano (Roma, n. 1993)
- Francesco Franzoni, calciatore italiano (San Bonifacio, n. 1904 - Torino, † 2002)

## G(8)
- Francesco Gabriotti, calciatore italiano (Roma, n. 1914 - Roma, † 1987)
- Francesco Gallina, calciatore italiano (Napoli, n. 1945 - Napoli, † 2021)
- Francesco Gelli, calciatore italiano (Livorno, n. 1996)
- Francesco Grandolfo, calciatore italiano (Castellana Grotte, n. 1992)
- Francesco Graziani, ex calciatore e allenatore di calcio italiano (Subiaco, n. 1952)
- Francesco Grazioli, ex calciatore italiano (Cavacurta, n. 1931)
- Francesco Grosso, calciatore italiano (Torino, n. 1921 - Torino, † 2006)
- Francesco Guidolin, ex calciatore e allenatore di calcio italiano (Castelfranco Veneto, n. 1955)

## I(1)
- Francesco Imberti, calciatore italiano (Barge, n. 1912 - Cavour, † 2008)

## J(1)
- Francesco Janich, calciatore, allenatore di calcio e dirigente sportivo italiano (Udine, n. 1937 - Nemi, † 2019)

## L(11)
- Francesco La Rosa, calciatore italiano (Messina, n. 1926 - Milano, † 2020)
- Francesco Lacelli, calciatore italiano (Casale Monferrato, n. 1924 - Orbassano, † 2014)
- Francesco Landini, calciatore italiano
- Francesco Lieto, calciatore italiano (Como, n. 1894)
- Francesco Liguori, ex calciatore e allenatore di calcio italiano (Napoli, n. 1946)
- Franco Lipizer, calciatore e pittore italiano (Ruda, n. 1901 - Livorno, † 1973)
- Francesco Lisi, calciatore italiano (Roma, n. 1989)
- Francesco Lo Celso, calciatore argentino (Rosario, n. 2000)
- Francesco Lozzi, calciatore italiano (Roma, n. 1921 - Roma, † 1975)
- Francesco Lunardini, ex calciatore italiano (Cesena, n. 1984)
- Francesco Luoni, calciatore italiano (Varese, n. 1988)

## M(14)
- Francesco Malighetti, calciatore italiano (Tavernola Bergamasca, n. 1930 - Brescia, † 2018)
- Francesco Manassero, ex calciatore peruviano (Lima, n. 1965)
- Francesco Mancini, calciatore e allenatore di calcio italiano (Matera, n. 1968 - Pescara, † 2012)
- Francesco Margiotta, calciatore italiano (Torino, n. 1993)
- Francesco Marianini, ex calciatore italiano (Pisa, n. 1979)
- Francesco Marzullo, calciatore italiano (Milazzo, n. 1905 - Brescia, † 1988)
- Francesco Mattuteia, calciatore e allenatore di calcio italiano (Santhià, n. 1897 - Aosta, † 1981)
- Francesco Merati, calciatore italiano
- Francesco Messori, calciatore italiano (Bologna, n. 1998)
- Francesco Migliore, ex calciatore italiano (Arezzo, n. 1988)
- Francesco Mileti, ex calciatore italiano (Lecce, n. 1962)
- Francesco Millea, calciatore italiano (Catanzaro, n. 1941 - Parigi, † 2003)
- Francesco Millesi, ex calciatore italiano (Catania, n. 1980)
- Francesco Morando, calciatore italiano (Torino, n. 1897 - Cortemilia, † 1980)

## N(1)
- Francesco Nicastro, calciatore italiano (Campofranco, n. 1991)

## O(1)
- Francesco Occhiuzzi, calciatore uruguaiano (Cetraro, n. 1905 - † 1960)

## P(12)
- Francesco Pantaleoni, calciatore italiano (Treviso, n. 1929 - Treviso, † 2008)
- Francesco Papa, calciatore italiano (Bari, n. 1895 - Genova, † 1981)
- Francesco Paredi, calciatore italiano (Calolziocorte, n. 1922)
- Francesco Patino, ex calciatore italiano (Bari, n. 1935)
- Francesco Pernigo, calciatore italiano (Verona, n. 1918 - Verona, † 1985)
- Francesco Pescia, calciatore italiano (Genova, n. 1907 - † 1986)
- Francesco Pesenti, calciatore italiano (Tremezzo, n. 1918 - Como, † 2008)
- Francesco Pilati, calciatore italiano (Bologna)
- Francesco Antonio Pisicchio, calciatore italiano (Melfi, n. 1970 - Bisceglie, † 1994)
- Francesco Pizzi, calciatore italiano (Bergamo, n. 1938 - Bergamo, † 2024)
- Francesco Pomi, calciatore italiano (Milano, n. 1905 - Rozzano, † 1984)
- Francesco Pratali, ex calciatore italiano (Pontedera, n. 1979)

## R(12)
- Francesco Randon, calciatore italiano (Castelgomberto, n. 1925 - Bergamo, † 2015)
- Francesco Rastelli, calciatore italiano (Masio, n. 1901)
- Francesco Renzetti, calciatore italiano (Monte Carlo, n. 1988)
- Francesco Rier, calciatore italiano (Rovereto, n. 1908 - Rovereto, † 1991)
- Francesco Riviera, calciatore italiano (Venezia, n. 1909)
- Francesco Rizzo, calciatore e dirigente sportivo italiano (Rovito, n. 1943 - Pontedera, † 2022)
- Francesco Rosetta, calciatore italiano (Biandrate, n. 1922 - Galliate, † 2006)
- Francesco Rossi, ex calciatore italiano (Milano, n. 1974)
- Francesco Rossi, calciatore italiano (Alessandria, n. 1919 - Savona, † 2000)
- Francesco Rossi, calciatore italiano (Merate, n. 1991)
- Francesco Ruberto, calciatore italiano (Lamezia Terme, n. 1993)
- Francesco Ruopolo, ex calciatore italiano (Aversa, n. 1983)

## S(9)
- Francesco Sanetti, ex calciatore italiano (Roma, n. 1979)
- Francesco Scardina, ex calciatore italiano (Torino, n. 1981)
- Francesco Scarpa, calciatore italiano (Castellammare di Stabia, n. 1979)
- Francesco Scorsa, calciatore e allenatore di calcio italiano (Soverato, n. 1946 - Bologna, † 2023)
- Francesco Servetto, calciatore italiano (Cagliari, n. 1918 - Milano, † 1994)
- Francesco Signori, ex calciatore italiano (Milano, n. 1988)
- Francesco Siviero, ex calciatore e dirigente sportivo italiano (Civitavecchia, n. 1964)
- Francesco Soldera, calciatore italiano (Milano, n. 1892 - Milano, † 1957)
- Francesco Stanco, calciatore italiano (Pavullo nel Frignano, n. 1987)

## T(3)
- Francesco Tahiraj, calciatore albanese (Torino, n. 1996)
- Francesco Toldo, ex calciatore italiano (Padova, n. 1971)
- Francesco Totti, ex calciatore italiano (Roma, n. 1976)

## U(1)
- Francesco Urso, calciatore italiano (Fano, n. 1994)

## V(6)
- Francesco Varalda, calciatore italiano (Pertengo, n. 1895 - Torino, † 1968)
- Francesco Varicelli, calciatore italiano (Pizzo, n. 1925)
- Francesco Vicari, calciatore italiano (Roma, n. 1994)
- Francesco Viscardi, calciatore italiano (Milano, n. 1904 - Milano, † 1960)
- Francesco Volpato, ex calciatore italiano (Tarzo, n. 1944)
- Francesco Volpi, calciatore italiano (Canneto sull'Oglio, n. 1911)

## Z(4)
- Francesco Zagatti, calciatore e allenatore di calcio italiano (Venaria Reale, n. 1932 - Milano, † 2009)
- Francesco Zampano, calciatore italiano (Genova, n. 1993)
- Francesco Zana, ex calciatore italiano (Bergamo, n. 1946)
- Francesco Zizzari, ex calciatore italiano (La Spezia, n. 1982)